# Wilhelm Dusch

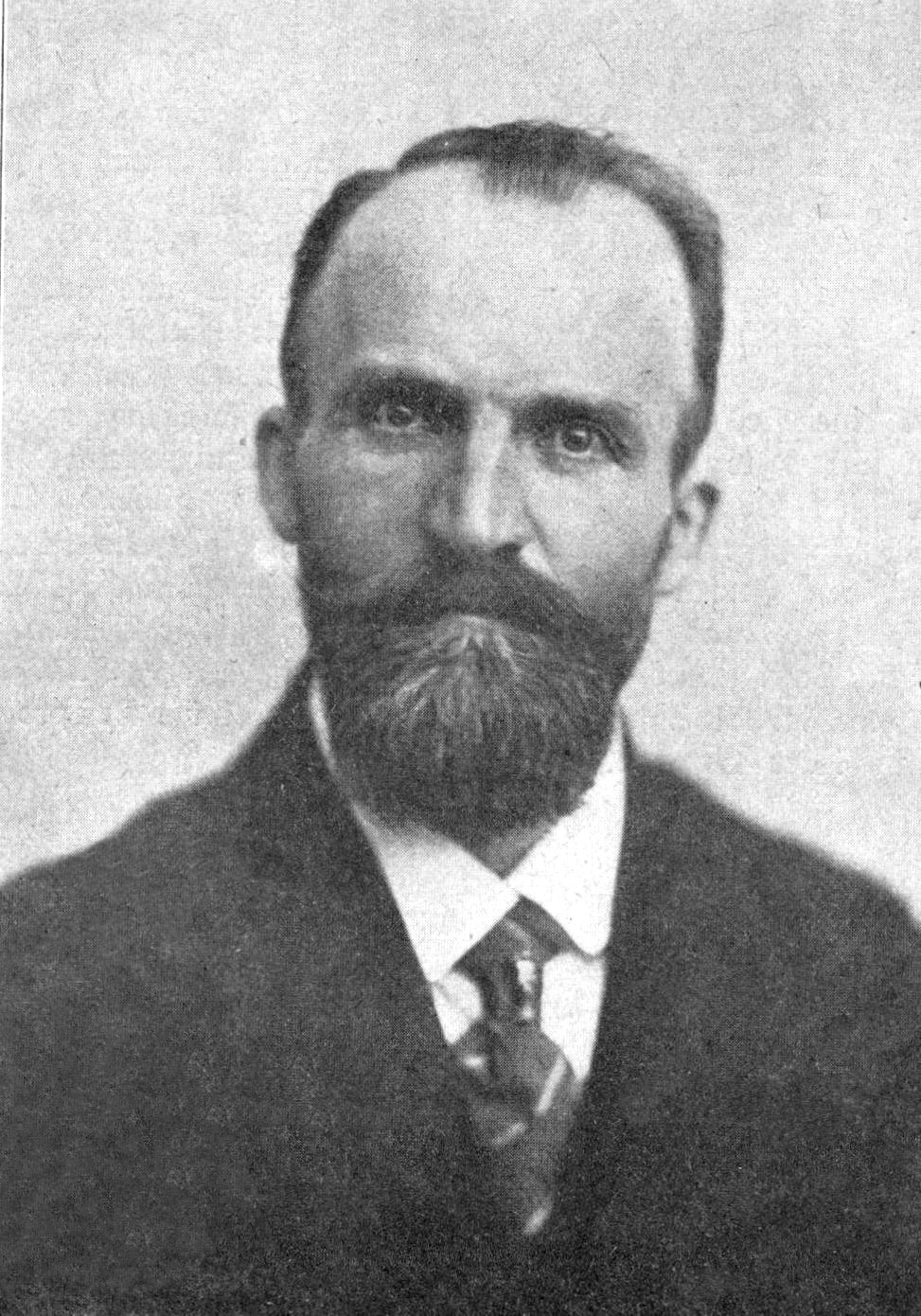
Wilhelm Dusch um 1920, Stadtarchiv Bad Tölz

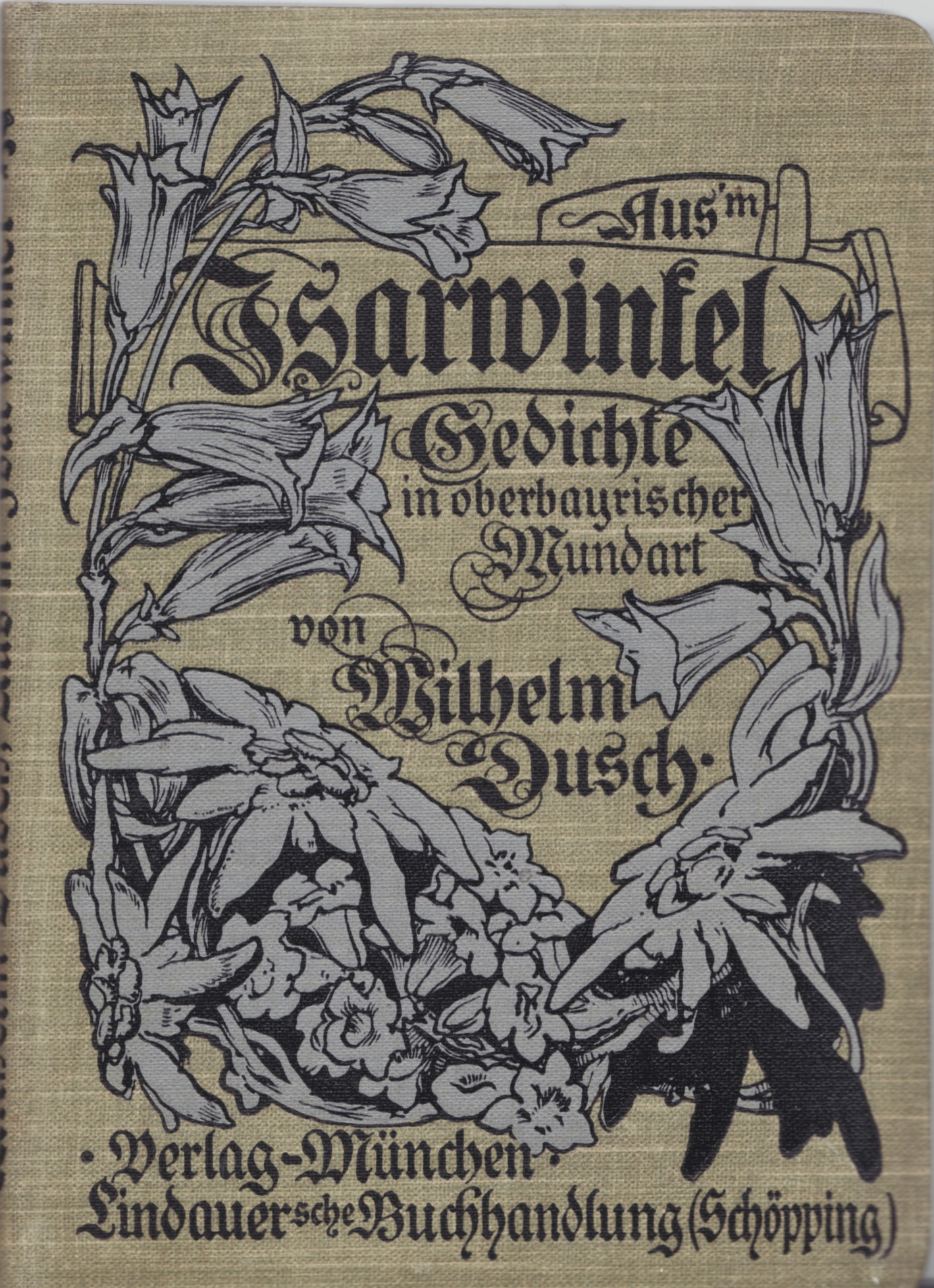
Titel der Ausgabe von 1903

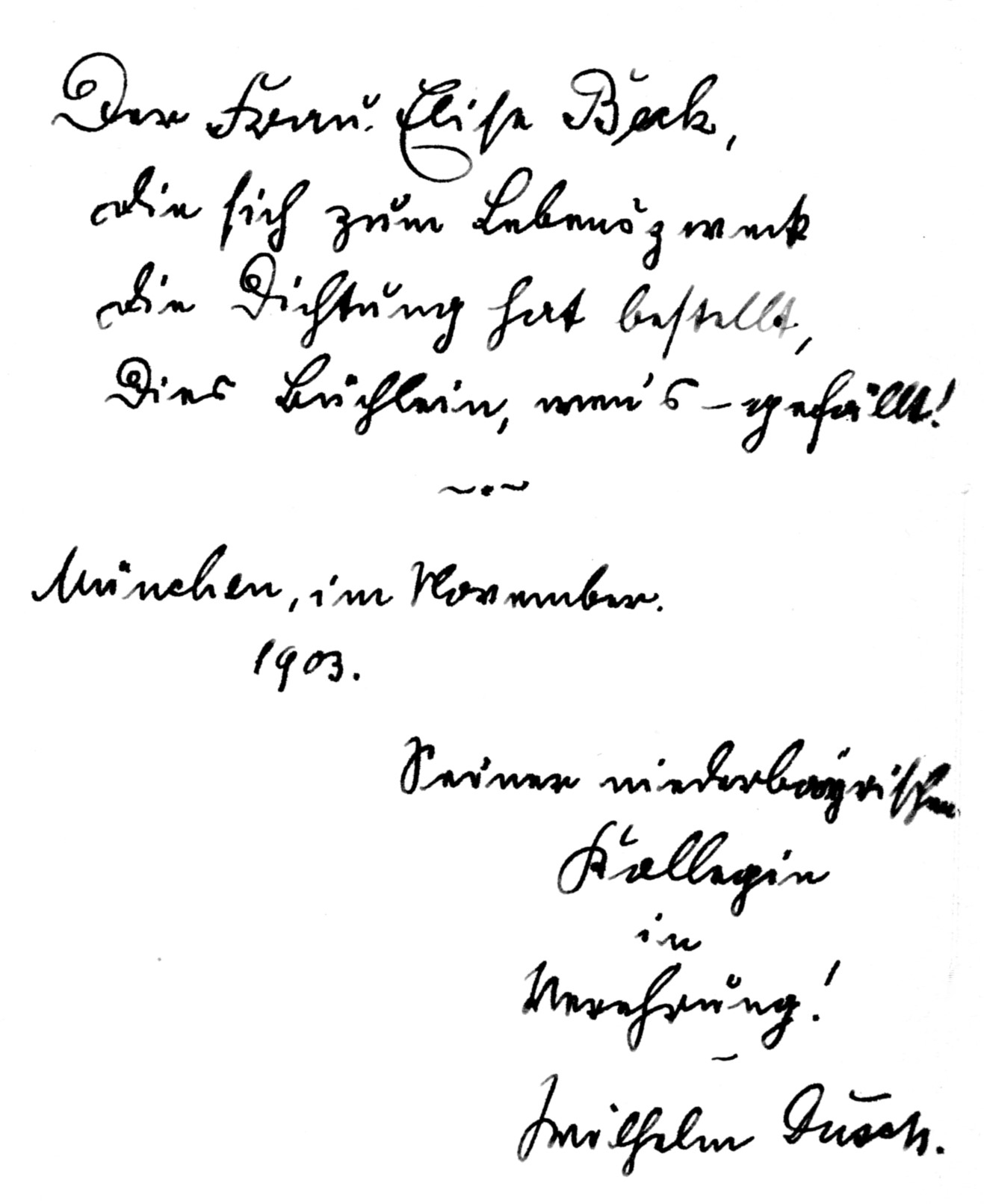
Widmung der Bergveigerln an Elise Beck

Wilhelm Dusch (* 29. Juni 1871 in Bad Tölz; † 11. Januar 1927 in Planegg) war ein deutscher Heimatdichter, der seine Werke in oberbayerischer Mundart verfasste.

## Leben
Wilhelm Dusch, Pseudonym Willy Tolentzer, wurde in Bad Tölz als Sohn eines Schneiders geboren. Noch in seinem ersten Lebensjahr zogen die Eltern jedoch nach Cannstatt, später nach Stuttgart und Augsburg, bis sich die Familie des Zehnjährigen endgültig in München niederließ. Dort besuchte er die Realschule und das Königliche Realgymnasium, das heutige Oskar-von-Miller-Gymnasium. Anschließend trat er in den Postdienst ein und erreichte zuletzt den Rang eines Postoberinspektors. Dusch war verheiratet mit Hermine Lutz und hatte drei Kinder.
Inspiriert durch das Werk Peter Auzingers begann er selbst in oberbayerischer Mundart zu dichten. Seine vom Lindauer Verlag publizierten Gedichtbände wurden von der Kritik wohlwollend bis enthusiastisch aufgenommen und erreichten mehrere Auflagen zu seinen Lebzeiten. So urteilen die Münchener Neuesten Nachrichten: „Mit dem Auge des Sehenden durchkreuzt er sein Gebiet, weiß es zu schildern wie wenige [...] Der Dichter behandelt stets einen realen Vorwurf, er hat stets Gedanken, nicht bloß Worte“.
Er sagt von sich selbst in einem Gedicht:
I’ bin a kloaner Dichter,

Dös sell, dös is mir klar,

Koans von di großen Lichter

Im Dom am Hochaltar!

A’ Kirzen nur a kloani

Drauß’ in da Waldkappell’n,

Bin i’ und leucht alloani,

Den Raum kann i’ erhell’n.
Dusch war Mitglied eines Münchner Mundart-Dichterbunds, zu dem u. a. Fritz Druckseis, Max Hofmann, Sepp Mitterer, Elise Beck und Anni Schäfer zählten. Der Komponist Vinzenz Goller vertonte mehrere seiner Gedichte. Im Jahr 1921 wurde er in die Münchner Freimaurerloge Sturmfried aufgenommen. Weiterhin war Dusch Spruchsprecher und Meistersänger der Bürger-Sänger-Zunft in München sowie Mitglied der Literarischen Gesellschaft Gräfelfing, in der er zwischen 1921 und 1926 dreimal auftrat. Seine Verbundenheit mit seinem Geburtsort belegt unter anderem das Gedicht „Nachruf auf Anton Krettner“. Dusch starb im Alter von 56 Jahren in der Hofmarkstraße 11 in Planegg. Der Nachruf der Münchener Neuesten Nachrichten erinnert über das Werk hinaus an einen „liebenswürdigen, sonnigen und herzenswarmen Menschen.“

## Werke

### Gedichte
- Aus’m Isarwinkel. Gedichte in oberbay’rischer Mundart (1897)
- Bergveigerln  (1900)
- Almag’läut. Gedichte in oberbayerischer Mundart (1903)

### Festspiel
- Die Urlauber (1904)

### Beiträge in Zeitungen und Zeitschriften
- In den Bayerischen Wald. In: Der Heimgarten. Blätter für Literatur, Belehrung und Unterhaltung. 1923, S. 285–286.
- Begegnungen mit dem Grafen Zeppelin. In: Der Heimgarten. Blätter für Literatur, Belehrung und Unterhaltung. 1924, S. 82–84.
- Das Erste. In: Der Heimgarten. Blätter für Literatur, Belehrung und Unterhaltung. 1926, S. 91–92.
- Wir und England. Eine Radiogeschichte. In: Der Heimgarten. Blätter für Literatur, Belehrung und Unterhaltung. 1927, S. 12–13.
- Deutsche Alpenzeitung: zahlreiche Beiträge z. B. Jahrgang 14/15, 1901.